# Pikkjärv (Kanepi)
Pikkjärv (järv = See) ist ein natürlicher See in Kanepi im Kreis Põlva auf dem estnischen Festland. Durch den See fließt der Bach Sillaotsa jõgi. 2,3 Kilometer vom 9,9 Hektar großen See entfernt liegt das Dorf Kooraste und 56,7 Kilometer entfernt liegt der 3555 km² große Peipussee (Peipsi-Pihkva järv). Mit einer maximalen Tiefe von 14 Metern und einer durchschnittlichen Tiefe von sechs Metern ist er ziemlich tief.